# モンツァ・ラリーショー
モンツァ・ラリーショー（Monza Rally Show）は、イタリアのモンツァで開催されるラリーイベントである。

## 概要

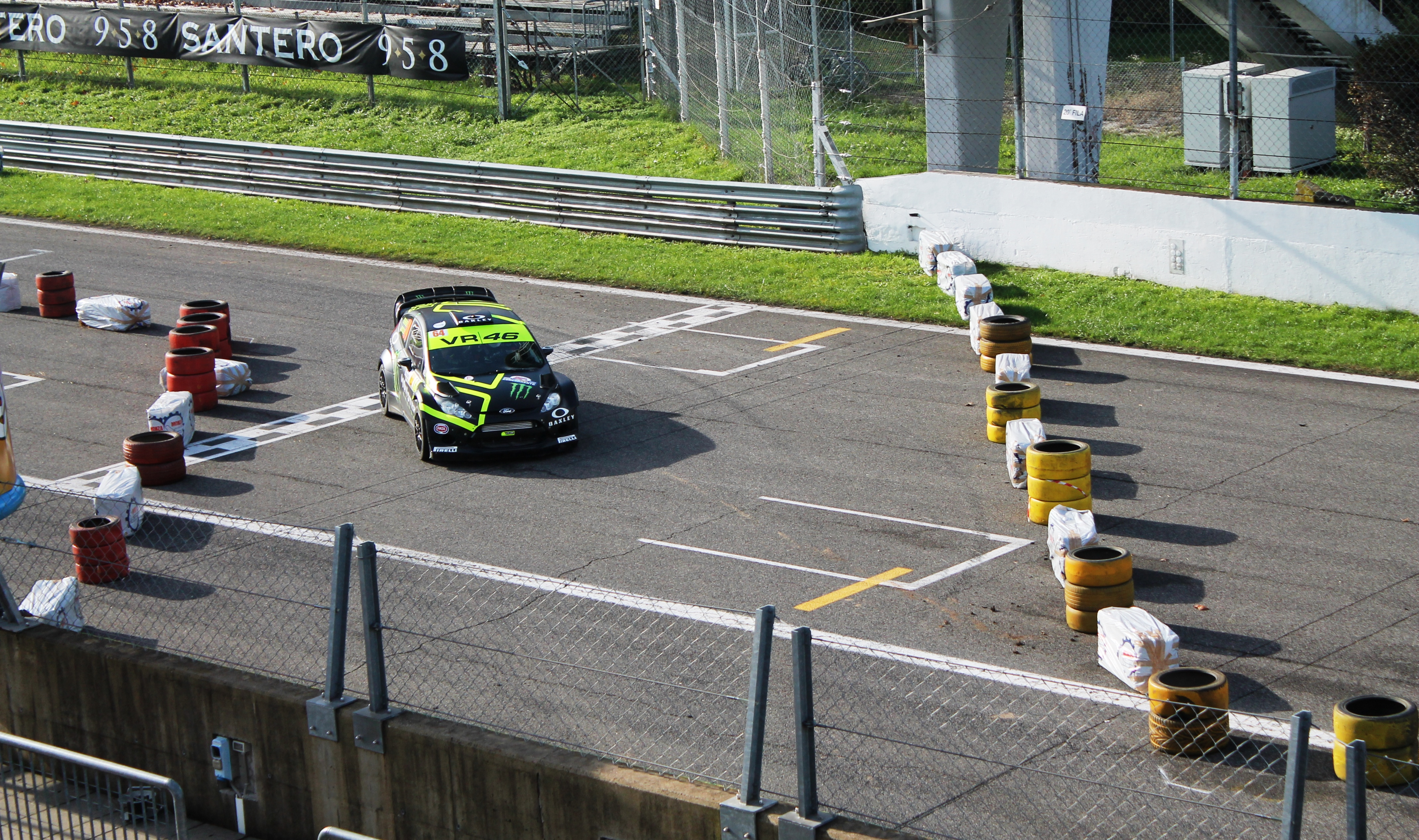
2013年、フォード・フィエスタ RS WRCを駆るロッシ

1978年よりモンツァ・サーキットで開催されている。イタリアのモータースポーツシーズンが休暇に入る12月に行われる年末恒例のお祭り的イベントであり、世界ラリー選手権 (WRC) の現役ドライバーを含め、二輪・四輪問わず様々なカテゴリから選手が参加する。2017年は22台のWRCカーを含め全105台・210名が参戦し、55,000人の観客を動員した。
とりわけ、MotoGPのレジェンド、バレンティーノ・ロッシはこのイベントに熱を入れており、WRCドライバー並みにワールドラリーカーを運転し、個人最多優勝記録（7勝）を持っている。
F1イタリアGPの舞台となるロードコースを含め、モンツァ公園内にあるサーキットの広い敷地を利用し、ユニークなSSが設定されている。ピットレーンやホームストレート上に障害物を置いてジムカーナ風のタイムアタックをしたり、未舗装のサービスロードをダートトライアル風に走ったり、現在は閉鎖されている傾斜の付いたオーバルトラックの一部も走行する。
3日間の日程で8から10ステージを走行し、総合タイムで順位を争う。また、最終日には1対1勝ち抜きトーナメント方式の「マスターズ・ショー」も行われる。

## ラリー・モンツァ
2020年は新型コロナウイルス感染症の世界的流行によりヨーロッパ圏外のWRCイベントが相次いで中止となり、国際自動車連盟 (FIA) が選手権カレンダーを再編した結果、公式競技会ではない当イベントがACIラリー・モンツァ (ACI Rally Monza) として追加され、WRC初開催に至った。イタリア本土でのWRC開催は2003年サンレモ以来。ただし、感染予防のため無観客開催となった。
WRCイベントとしてはSS総距離200kmを超えることが条件とされたため、金曜日・日曜日はサーキットを舞台としながら、土曜日のみモンツァから東北に移動し、ベルガモ北側のコモ湖周辺の山岳道路を使用する公道ステージが加えられた。
イベント期間中は低温・大雨の過酷なコンディションとなり、急遽スノータイヤ（スタッドレス）の使用が認められた。山岳コースでは降雪に見舞われ、ポイントリーダーのエルフィン・エヴァンスがコースオフしてリタイア。初のWRC王者を目前にして、14ポイント差を付けていたチームメイトのセバスチャン・オジェに逆転を許すというドラマが生まれた。
2021年はリザーブ扱いとなっていたが、9月に最終戦ラリージャパンが開催中止を発表し、2年連続のWRC開催が決まった。日程は金曜日・土曜日は午前中に山岳コース、午後はサーキット、日曜日はサーキットという形に変更された。
2022年からラリー1規定が導入されるため、この一戦は1997年以来続いてきたワールドラリーカーの最後のステージとなった。この年一杯でレギュラー参戦を終えるオジェが2年連続優勝し、通算8度目のチャンピオンを獲得した。

## 歴代勝者
| 1978年        | フェデリコ・オルメッツァーノ   | レナート・ジェノバ               | ポルシェ・911カレラRS2.7 グループ3         |            |            |            |            |
| 1979年        | ラファエレ・ピント             | ファビオ・ペナリオール           | フェラーリ・308GTB グループ4               |            |            |            |            |
| 1980年        | フェデリコ・オルメッツァーノ   | レナート・ジェノバ               | ポルシェ・911SC グループ4                  |            |            |            |            |
| 1981年        | フェデリコ・オルメッツァーノ   | クラウディオ・ベロ               | ランチア・ストラトス グループ4             |            |            |            |            |
| 1982年        | フェデリコ・オルメッツァーノ   | クラウディオ・ベロ               | ランチア・ストラトス グループ4             |            |            |            |            |
| 1983年        | アダルティック・ヴォダフィエリ | ティツィアナ・ボルギ             | ランチア・ラリー037 グループB              |            |            |            |            |
| 1984年        | アッティリオ・ベッテガ         | マウリツィオ・ペリシノ           | ランチア・ラリー037 グループB              |            |            |            |            |
| 1985年        | アダルティック・ヴォダフィエリ | ティツィアナ・ボルギ             | ランチア・ラリー037 グループB              |            |            |            |            |
| 1986年        | ジャンフランコ・クニコ         | ジャンルイジ・スカルヴィーニ     | ランチア・ラリー037 グループB              |            |            |            |            |
| 1987年        | フルヴィオ・バチェッリ         | パオロ・スポロン                 | ランチア・ラリー037 グループB              |            |            |            |            |
| 1988年        | マルコ・ブランド               | マリア・レヒライトナー           | ランチア・ラリー037 グループB              |            |            |            |            |
| 1989年        | ダリオ・セラート               | ジュゼッペ・チェッリ             | アルファロメオ・75 IMSA                    |            |            |            |            |
| 1990年        | ジャンフランコ・クニコ         | ステファノ・エヴァンジェリスティ | BMW・M3 グループA                          |            |            |            |            |
| 1991年        | アンドレア・ザヌッシ           | パオロ・アマティ                 | BMW・M3 グループA                          |            |            |            |            |
| 1992年        | ニコラ・ラリーニ               | アルナルド・ベルナキーニ         | アルファロメオ・155GTA S1                  |            |            |            |            |
| 1993年        | アンドレア・ザヌッシ           | パオロ・アマティ                 | フォード・エスコートRSコスワース S1        |            |            |            |            |
| 1994年        | ジョルジオ・フランシア         | モニカ・ブレゴリ                 | アルファロメオ・155 V6 TI DTM              |            |            |            |            |
| 1995年        | マルコ・スピネッリ             | シルヴィオ・ペルリーノ           | フォード・エスコートRSコスワース グループA |            |            |            |            |
| 1996年        | マルコ・スピネッリ             | シルヴィオ・ペルリーノ           | フォード・エスコートRSコスワース グループS |            |            |            |            |
| 1997年        | マルコ・スピネッリ             | アルナルド・ベナキーニ           | トヨタ・セリカGT-FOUR (ST205型) グループA  |            |            |            |            |
| 1998年        | アンドレア・ダラヴィラ         | ダニエレ・ヴェルヌッチョ         | スバル・インプレッサWRC                    |            |            |            |            |
| 1999年        | レナート・トラヴァリア         | フラヴィオ・ザネッラ             | プジョー・306 Maxi (フォーミュラ2)         |            |            |            |            |
| 2000年        | リナルド・カペッロ             | ディノ・ザナッタ                 | スバル・インプレッサWRC                    |            |            |            |            |
| 2001年-2002年 | 開催されず                     | 開催されず                       | 開催されず                                 | 開催されず | 開催されず | 開催されず | 開催されず |
| 2003年        | アレッサンドロ・バタグリン     | ジャンニ・マルキ                 | トヨタ・カローラWRC                        |            |            |            |            |
| 2004年        | リナルド・カペッロ             | ルイジ・ピローロ                 | シュコダ・ファビアWRC                      |            |            |            |            |
| 2005年        | リナルド・カペッロ             | ルイジ・ピローロ                 | シュコダ・ファビアWRC                      |            |            |            |            |
| 2006年        | バレンティーノ・ロッシ         | カルロ・カッシーナ               | フォード・フォーカスWRC                    |            |            |            |            |
| 2007年        | バレンティーノ・ロッシ         | カルロ・カッシーナ               | フォード・フォーカスWRC                    |            |            |            |            |
| 2008年        | リナルド・カペッロ             | ルイジ・ピローロ                 | フォード・フォーカスWRC                    |            |            |            |            |
| 2009年        | リナルド・カペッロ             | ルイジ・ピローロ                 | シトロエン・C4 WRC                         |            |            |            |            |
| 2010年        | ダニ・ソルド                   | ディエゴ・バジェホ               | シトロエン・C4 WRC                         |            |            |            |            |
| 2011年        | リナルド・カペッロ             | ディノ・ザナッタ                 | スバル・インプレッサ WRC                   |            |            |            |            |
| 2012年        | セバスチャン・ローブ           | セヴェリン・ローブ               | シトロエン・DS3 WRC                        |            |            |            |            |
| 2013年        | ダニ・ソルド                   | マルク・マルティ                 | シトロエン・DS3 WRC                        |            |            |            |            |
| 2014年        | ロバート・クビサ               | アレサンドラ・ベネデッティ       | フォード・フィエスタ RS WRC                |            |            |            |            |
| 2015年        | バレンティーノ・ロッシ         | カルロ・カッシーナ               | フォード・フィエスタ RS WRC                |            |            |            |            |
| 2016年        | バレンティーノ・ロッシ         | カルロ・カッシーナ               | フォード・フィエスタ RS WRC                |            |            |            |            |
| 2017年        | バレンティーノ・ロッシ         | カルロ・カッシーナ               | フォード・フィエスタ RS WRC                |            |            |            |            |
| 2018年        | バレンティーノ・ロッシ         | カルロ・カッシーナ               | フォード・フィエスタWRC                    |            |            |            |            |
| 2019年        | アンドレア・クルニョーラ       | マルコ・ベルゴンツィ             | フォルクスワーゲン・ポロGTI R5             |            |            |            |            |
| 2020年        | セバスチャン・オジェ           | ジュリアン・イングラシア         | トヨタ・ヤリスWRC                          |            |            |            |            |
| 2021年        | セバスチャン・オジェ           | ジュリアン・イングラシア         | トヨタ・ヤリスWRC                          |            |            |            |            |